# Casimir Schmidt
Casimir Schmidt (Haarlemmermeer, 31 de octubre de 1995) es un deportista neerlandés que compitió en gimnasia artística. Ganó una medalla de plata en los Juegos Europeos de Bakú 2015, en la prueba de salto de potro.

## Palmarés internacional
| Juegos Europeos | Juegos Europeos   | Juegos Europeos  | Juegos Europeos |
| Año             | Lugar             | Medalla          | Competición     |
| --------------- | ----------------- | ---------------- | --------------- |
| 2015            | Bakú (Azerbaiyán) | Medalla de plata | Salto de potro  |